# Invicta
Invicta — английская автомобилестроительная компания, выпускающая спортивные автомобили. Основана в 1925 году сэром Ноэлем Маклином и Оливером Лайлом в небольшом городке Кобэм (Cobham), графство Суррей, Англия. В период с 1933 по 1938 год, фирма располагалась в Челси, Лондон, Англия. В 1946 году производство было перенесено в Вирджиния Уотер, графство Суррей, Англия, и функционировало там до 1950 года. В 2000-х компания была возрождена, представив на автосалоне в Бирмингеме модель S1.

## История

### 1925—1935
Первым серийным автомобилем стал выпущенный в 1925 году, 2 ½ litre, с 6-цилиндровым двигателем Meadows Straight Six и оснащённый четырёхступенчатой коробкой передач. В 1926 году была представлена модель, с увеличенным объёмом двигателя — 3 litre, всего было выпущено около 200 экземпляров. В 1928 году вышла в свет успешная спортивная модель 4 ½ litre. Всего было сделано около 500 экземпляров 4 ½ litre. В 1930 году 4 ½ litre S-Type была представлена на автосалоне в Лондоне. Использовавшийся в модели 4 ½ litre двигатель Meadows, в новом 4 ½ litre S-Type был способен достичь 100 миль/ч (160 км/ч).
Спортивные успехи Invicta начались с побед в Dewar Trophy. Автомобили Invicta показали свою надёжность в 1926 году, в гонках на выносливость — 8000 км на автодроме Linas-Montlhéry. Дональд Хили в 1930 году выиграл Ралли Монте-Карло на Invicta 4 ½ litre S-Type.

### 1946—1950
Компания возобновила свою деятельность в 1946 году, производство было перенесено в Вирджиния Уотер, графство Суррей, Англия. В том же году была представлена новая модель — Black Prince.  Двигатель Meadows Straight Six, объёмом 3 литра развивал 120 л.с.. Всего было выпущено 16 экземпляров этой модели. Обновлённая компания в 1950 году была куплена компанией Frazer Nash.

### 2000-е
В начале 2000-х марка была возрождена британским предпринимателем Майклом Бристоу, представив прототип Invicta S1, на мотор-шоу в Бирмингеме. Производство модели началось лишь в 2004 году, на заводе в Чиппенхеме, графство Уилтшир, Англия. Автомобиль оснащен 4,6- или 5,0-литровым (в зависимости от комплектации) двигателем. Максимальная мощность Invicta S1 может составлять до 600 л.с. и имеет заявленную максимальную скорость свыше 200 миль/ч. Диапазон цен начинается от £ 106 000 (156 000 долларов и заканчивается £ 160 000 (236 000 долларов США).
Технические характеристики Invicta S1:
| Макс. Скорость | Разг. до 100 км/ч | Мощность | Объём двигателя | Вес     |
| -------------- | ----------------- | -------- | --------------- | ------- |
| 327 км/ч       | 3.7 сек.          | 600 л.с. | 5000 см³        | 1382 кг |

## Модельный ряд
| Модель                | Годы производства | Тип двигателя | Объём двигателя | Мощность           | Кол-во оборотов/мин | Колесная база |
| --------------------- | ----------------- | ------------- | --------------- | ------------------ | ------------------- | ------------- |
| 2½ litre              | 1925-1927         | 6 цилиндров   | 2692 см³        |                    |                     | 2845 мм       |
| 3 litre               | 1926-1930         | 6 цилиндров   | 2972 см³        | 95 л.с. (70 кВт)   | 4000 мин−1          | 2845-3048 мм  |
| 4½ litre              | 1929-1936         | 6 цилиндров   | 4467 см³        | 110 л.с. (81 кВт)  | 3200 мин−1          | 2997-3200 мм  |
| 31 hp                 | ?                 | 6 цилиндров   | 4962 см³        | 195 л.с. (143 кВт) | 3600 мин−1          |               |
| 12/45 hp              | 1932-1934         | 6 цилиндров   | 1498 см³        | 45 л.с. (33 кВт)   |                     | 2997 мм       |
| 12/90 hp Supercharged | 1925-1927         | 6 цилиндров   | 1498 см³        | 90 л.с. (66 кВт)   | 5000 мин−1          | 2997 мм       |
| 12/100 hp             | 1933-1935         | 6 цилиндров   | 1498 см³        | 100 л.с. (74 кВт)  | 5000 мин−1          | 2845 мм       |
| 14/120 hp             | 1933-1936         | 6 цилиндров   | 1660 см³        | 120 л.с. (88 кВт)  |                     | 2845 мм       |
| 2½ litre              | 1937              | 6 цилиндров   | 2696 см³        | 75 л.с. (55 кВт)   | 4200 мин−1          | 2946-3200 мм  |
| 3 litre               | 1937              | 6 цилиндров   |                 |                    |                     | 2946-3200 мм  |
| 4 litre               | 1937              | 6 цилиндров   | 3988 см³        | 140 л.с. (103 кВт) | 4200 мин−1          | 2946-3200 мм  |
| Black Prince          | 1947-1949         | 6 цилиндров   | 2988 см³        | 120 л.с. (88 кВт)  | 4600 мин−1          | 3048 мм       |
| S1                    | 2002-2012         | V8            | 5000 см³        | 600 л.с. (441 кВт) |                     |               |